# الساندرو مونسوتی
الساندرو مونسوتی (انگلیسی: Alessandro Monsutti) مردم‌شناس، جامعه‌شناس، و استاد دانشگاه ایتالیایی و متخصص برجسته در مورد مردم هزاره است.
مونسوتی در حال حاضر استاد مردم‌شناسی و جامعه‌شناسی در مؤسسه مطالعات عالی توسعه‌ای و بین‌المللی در ژنو کشور سوئیس است. وی قبلاً پژوهشگر دانشکده مطالعات شرق و آفریقا و دانشگاه ییل بود. مونسوتی اغلب در رسانه‌ها به دلیل تخصصش مورد استناد قرار می‌گیرد.